# Euryphura aurantiaca
Euryphura aurantiaca är en fjärilsart som beskrevs av Aurivillius 1898. Euryphura aurantiaca ingår i släktet Euryphura och familjen praktfjärilar. Inga underarter finns listade i Catalogue of Life.